# Donoald
Donoald   (mort le 19 août 1142) est évêque d'Aleth de 1120 à 1142.

## Biographie
Donoald est issu de la lignée féodale des seigneurs de Tinténiac. Il est le fils de Guillaume mort après 1060, et le beau-frère de Gelduin de Dol, seigneur de Combourg  époux de sa sœur Noga.
Donoald est d'abord moine à l'abbaye du Mont-Saint-Michel, puis en 1116 abbé de Saint-Melaine, avant de devenir évêque d'Aleth à la demande du clergé et de la population de la cité. Baudri de Bourgueil, l'archevêque de Dol-de-Bretagne étant frappé d'interdit pour une affaire de prébende à restituer à l'un de ses chanoines, c'est Gilbert l'archevêque de Tours qui le consacre en 1119 ou 1120 faisant rentrer de facto son siège dans l'obédience de l’archevêché de Tours C'est à cette occasion qu'il confirme aux moines de l'abbaye de Marmoutier le don fait par un de ses prédécesseurs Benoit-Judicaël en 1108 de l'église de Saint-Malo-en-l'Isle. Il accorde à cette même abbaye plusieurs églises, notamment celles de Combourg, Iffendic, Plouasne et Miniac-Morvan. Donoald assiste aux Conciles de Redon en 1127 et de Reims en 1132 et il meurt en 1142 le 19 août suivant l'Obituaire du Mont-Saint-Michel.

## Sources
- François Tuloup, Saint-Malo : Histoire Religieuse, Paris, Éditions Klincksieck, 1975.
- Charles-Louis Taillandier Histoire ecclésiastique et civile de Bretagne, Volume 2.
- Amédée Guillotin de Corson, Pouillé Historique de l’archevêché de Rennes, vol. I, Mayenne, Éditions Régionales de l'Ouest, 1997 (ISBN 2855540836), p. 579-580.